# Ninlil
Ninlil, Muliltu, Mulissu ou Milita era uma deusa da mitologia suméria e esposa de Enlil e mais tarde de Assur. Às vezes ela é sincretizada com uma das deusas-mães e da cura como, por exemplo, Inana. Seu templo principal em Nipur era Ecur.

## O mito "Enlil e Ninlil"
No mito sumério Enlil e Ninlil, Enlil persegue Ninlil amorosamente, dando a luz a Nana, deus da Lua, Nergal, deus do submundo, e os deuses Ninazu e Enbilulu. 

## A História de Heródoto
De acordo com a História de Heródoto, Ninlil, já identificada pelos assírios de Milita, era também identificada como a deusa do amor Afrodite.